# Билгорај
Билгорај (пољ. Biłgoraj) град је у лублинском војводству, 90 km северно од Лублина. Број становника износи око 27 хиљада (2003).
Име града вероватно потиче од брда званог Бјели Горај, на коме је основан Билгорај у 16. веку.
Површина града је 21 km². Густина насељености је 1225 становника/km².
Град се налази на 50°32' N географске ширине и 22°43' E географске дужине.
Регистарске таблице су LBL (Лублин Билгорај)
Град је настао 1578. Године 1806, након Подела, Билгорај – који је још увек био у приватном власништву и на ивици банкрота – купио је локални предузетник Станислав Новаковски.
Пре почетка Другог светског рата у Билгорају је живеко 5010 Јевреја и 3175 Пољака. Град је био центар велике јеврејске заједнице, чији је број становника 1931. достигао 4.596. Током немачке окупације, Билгорај је био важан центар отпора. У области Билгораја је постојао и јеврејски партизански отпор. 17. и 26. августа 1943. забележена су још два сукоба: један у селу Подграничник, у коме су убијена два Јевреја; а други у селу Пореба, између велике партизанске јединице и Трупенцполицај нацистичке немачке. Веома мали број јеврејских партизана из Билгораја преживео је рат због великих напора нацистичких Немаца да их улови у шумама.
Из рата град је изашао са уништењима од скоро 80% и дубитком половине становништва (4,5 хиљаде), углавном Јевреја. Већина Јевреја у Билгорају убијена је у Холокаусту у Пољској.
Данас је град познат по производњи вина.

## Демографија
| 2021.  |
| ------ |
| 27.838 |

## Партнерски градови
- Афула
- Крајлсхајм
- Билина
- Келме
- Нововолинск
- Стропков